# Nu-Wrestling Evolution
La New Wrestling Evolution è una federazione italiana di wrestling, fondata da Roberto Indiano nel 2005, in comproprietà tra Dreams Live e Reverse Entertainment & Production.

## Storia

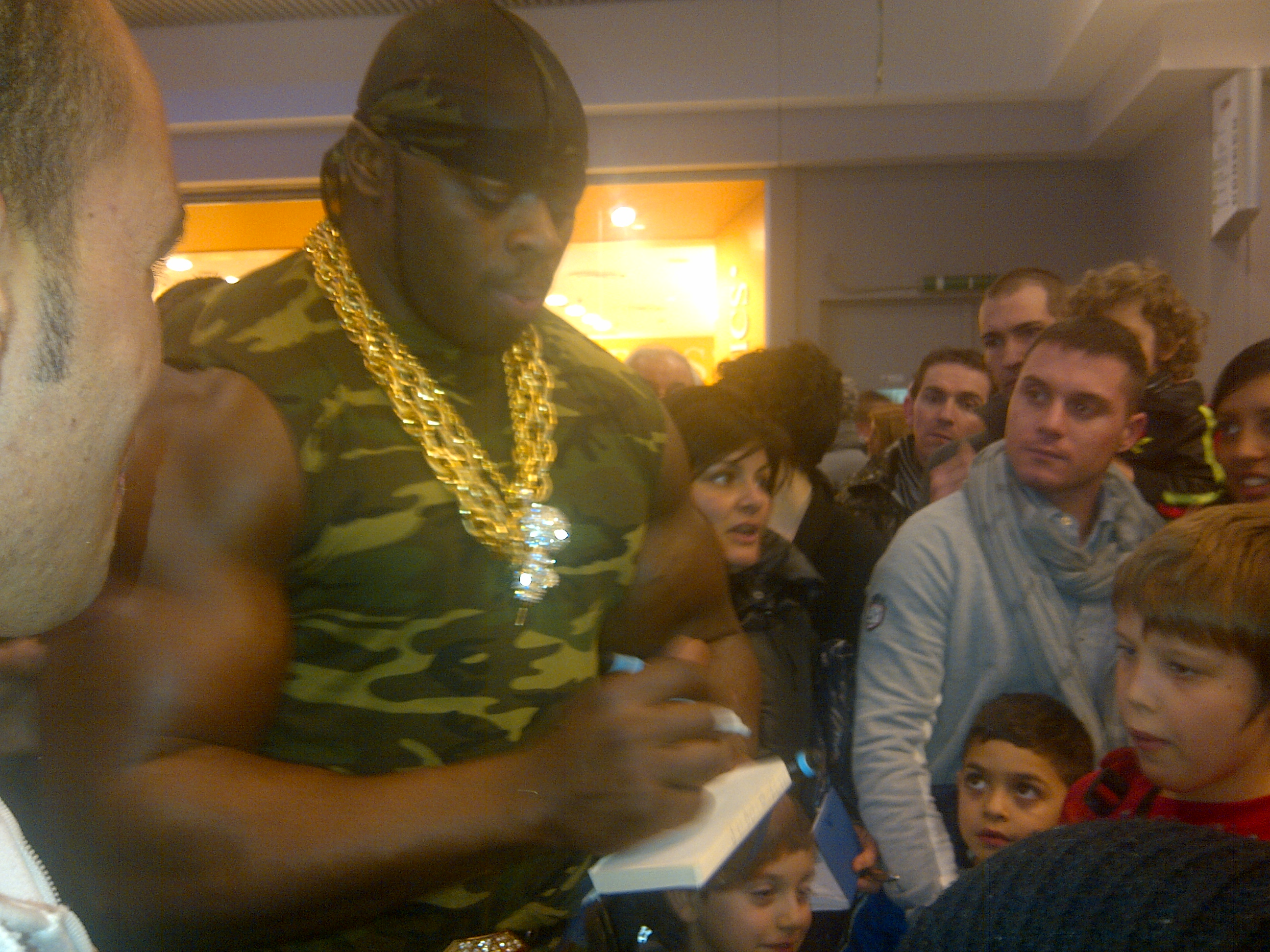
Tiny Iron in un house show

Fondata nel 2005 da Roberto Indiano, originariamente era chiamata Nu-Wrestling Evolution e fu la seconda organizzazione dopo la World Wrestling Entertainment a portare sul territorio italiano Billy Gunn e Rikishi (chiamato successivamente Kishi).
Kishi partecipò a diversi match nel corso degli eventi della NWE, salvo poi allontanarsi dal ring.
La NWE trasmise un suo programma, NWE Destiny, sul canale La7 Sport e su Odeon TV che fu trasmesso anche via satellite attraverso il canale inglese TWC Fight!. Al tavolo di commento in lingua italiana c'era Dan Peterson, mentre la cronaca in versione inglese venne affidata all'editorialista di riviste di wrestling statunitense Bill Apter.
Nel corso di uno dei primi grandi eventi della NWE, The Grudge, Black Pearl sconfisse Scott Steiner in un torneo ad eliminazione laureandosi primo NWE Heavyweight Champion.
La NWE ha disputato diversi spettacoli anche in Svizzera, Spagna ed Inghilterra, in quest'ultimo caso lavorando in collaborazione con la federazione locale 1 Pro Wrestling.
Nel 2009 la NWE arricchisce il suo roster con Ken Anderson che vinse il titolo di campione assoluto della NWE. Durante il tour nel 2009 partecipano anche lottatori come Chuck Palumbo e numerosi talenti europei come Jody Fleisch, John Moss e King Danza. 
Verso il 2012 la NWE abbandonò il suolo italiano dedicandosi a territori più redditizi, organizzando eventi in Spagna, Francia, Malta e Messico.
Uno dei momenti più importanti della NWE è il tour spagnolo del 2008 con il ritorno sulle scene di The Ultimate Warrior.
Il 12 Ottobre 2024 la NWE riprende la sua attività con un incredibile show al Palapartenope di Napoli. Nel main event si sono affrontati  Dolph Zieggler e Alberto El Patron con quest'ultimo che fa suo il match grazie ad una scorrettezza. Tra i nomi degni di nota partecipanti all'evento anche Ultimo Dragon, Mark Andrews, King Danza ed il leggendario Vampiro. L'evento ha riscosso un successo clamoroso abbracciando più di 2000 persone
La NWE per l'occasione si è dimostrata ancora una volta una federazione all'avanguardia. Infatti nonostante i tanti anni di inattività ha abbracciato il mondo dei social network passando per creator dedicati al mondo del wrestling come Egames che ha raccontato tutto quello che succedeva sul ring e dietro le quinte.
Il 10 Maggio 2025 a Torino è andato in atto il secondo show NWE intitolato "American wrestling Purgatory" . In questo evento è stato riattivato l'NWE Heavyweight Championship, il quale è stato messo in palio in un match tra Chris Adonis e Nic Nemeth, finito in no-contest per via dell'attacco di Fabio Ferrari. L'evento ha inoltre presentato il nuovo NWE Female Division Championship, vinto da Nightshade contro Miss Monica e Jaguar Julie grazie all'arbitraggio scorretto di King Danza

## Titoli

### NWE Heavyweight Championship
| Wrestler         | Regni | Data             | Location / Tipo di match / evento                     |
| ---------------- | ----- | ---------------- | ----------------------------------------------------- |
| Black Pearl      | 1     | 26 novembre 2005 | Napoli / One fall match / The Grudge                  |
| Vampiro          | 1     | 7 dicembre 2006  | Prato / Hardcore match / Destiny is on..the ring tour |
| Romeo Roselli    | 1     | 10 dicembre 2006 | Palermo / One fall / Destiny is on..the ring tour     |
| Vacante          |       | 19 aprile 2008   | Madrid / per infortunio di Romeo Rosselli             |
| Orlando Jordan   | 1     | 19 aprile 2008   | Madrid / One fall / Pressing catch tour               |
| Ultimate Warrior | 1     | 25 giugno 2008   | Barcellona / One fall / Summer tour                   |
| Vacante          |       | 25 giugno 2008   | Barcellona / per forfait di Ultimate Warrior          |
| Mr. Anderson     | 1     | 2 ottobre 2009   | Malta / Triple threat match                           |
| Vacante          |       | 10 maggio 2025   | Torino / Ritiro Mr Anderson                           |
| Vacante          |       | 10 maggio 2025   | Torino / No Contest Nic Nemeth vs Chris Adonis        |
|                  |       |                  |                                                       |

### NWE Cruiserweight Gravity 0 Championship
| Wrestler          | Regni | Data           | Location / Tipo di match / evento                   |
| ----------------- | ----- | -------------- | --------------------------------------------------- |
| Juventud Guerrera | 1     | 19 aprile 2008 | Madrid / Fatal four way match / Pressing catch tour |

| Wrestler   | Regni | Data       | Location/Tipo Match / evento                 |
| ---------- | ----- | ---------- | -------------------------------------------- |
| Nightshade | 1     | 10/05/2025 | Torino / Triple Threat Match / NWE Purgatory |
|            |       |            |                                              |
|            |       |            |                                              |

## Alumni
- Andrew Martin
- Big Vito
- Billy Kidman
- Black Pearl
- Bobbi Billard
- Booker T
- Bret Hart
- Charlie Haas
- Christian
- Chuck Palumbo
- Snistky
- S.J.K
- Jamal
- Jon Heidenreich
- Johnny Stamboli
- Kikutaro Ebessan
- Kishi
- King Danza
- Low Ki
- Mark Jindrak
- Matt Morgan
- Mick Foley
- Heddi Karaoui
- Nidia Guenard
- Nikita
- Nosawa
- Jordan
- Raven
- Rhino
- Rob Van Dam
- Romeo Roselli
- Ron Killings
- Savio Vega
- Scott Steiner
- Sharmell
- Spartan 3000 b.C.
- Tonga Kid
- Chris Cody
- John Moss
- Brett Idol
- Dark Dragon
- Steve Savage
- Jon Heidenreich
- Luis Barros
- Mini Dragon
- Spade-O
- Vampire Warrior

### Destiny Girls
- Annie Social
- Lizzy Valentine
- Miss B
- Regina
- Sarah Jones

### Arbitri
- Andrew Quildan
- Johan Desbarres
- Enrico Petrelli

### Ring Announcer
- Todd Kennelly
- Steve Savage
- Miss Francesca